# Scopula apparitaria
Scopula apparitaria là một loài bướm đêm trong họ Geometridae.